# Jean-Joseph Perraud
Jean-Joseph Perraud (Monay, Jura, 16 de abril de 1819-París, 2 de noviembre de 1876) fue un escultor académico francés. Según Eaton, «durante el Segundo Imperio, ningún otro escultor disfrutó de mayor reputación», aunque su estilo pasó de moda poco después de su muerte.

## Datos biográficos
Desde los quince años fue aprendiz en el taller de ebanistería de Duvernoy padre, y más tarde de Pontarlier. Fue alumno en la École des Beaux-Arts en 1843 siendo alumno de Jules Ramey y Augustin-Alexandre Dumont.
Co-ganador del Premio de Roma en 1847 con Telémaco lleva a Falanto la urna con las cenizas de Hipias (Fénelon, Las aventuras de Telémaco) de yeso, se conserva en la Escuela Nacional Superior de París.
Medalla de primera clase en la Exposición Universal de 1855, la Legión de Honor en 1857 y miembro del Instituto en 1865, que le aseguró los contratos oficiales hasta el final de su vida. Oficial de la Legión de Honor en 1867, y miembro de la Académie des Beaux-Arts. Fue un escultor académico, neoclásico y romántico. 
Donó su taller y su colección particular de arte a la ciudad de Lons-le-Saunier. Está sepultado en el cementerio de Montparnasse.

## Obras
Entre sus mejores y más conocidas obras se incluyen las siguientes:
- La infancia de Baco de 1863 y ahora en el Louvre.[3]
- figura de Jérôme Lalande , fachada del museo del Louvre
- Drama Lírico de 1865-69, grupo de figuras en la fachada del teatro del Palacio Garnier.[4]
- figura de Berlín sobre la fachada de la estación Gare du Nord
- La desesperación, en el Museo de Orsay, 1869,[5] mármol[6]
- estatua de Saint Denis, en la Iglesia de Saint Vaast, Arras, Pas-de-Calai
- Busto de Pierre Jean de Béranger, cantante, mármol, París Musée Carnavalet, Hôtel Le Pelletier de Saint-Fargeau
- Le Jour - el día, grupo en piedra, hacia 1870-1875, París 75015, Jardín Marco Polo.

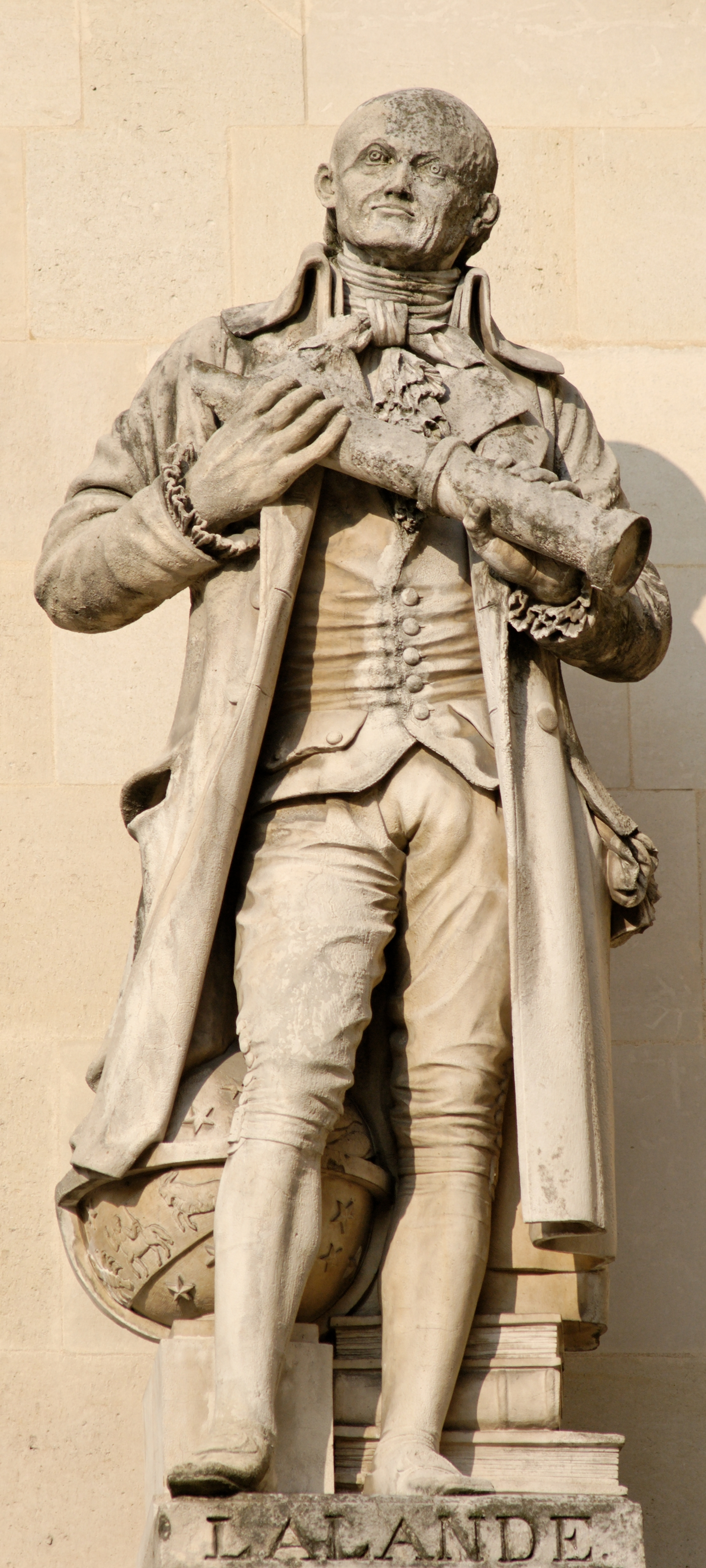
figura de Jérôme Lalande
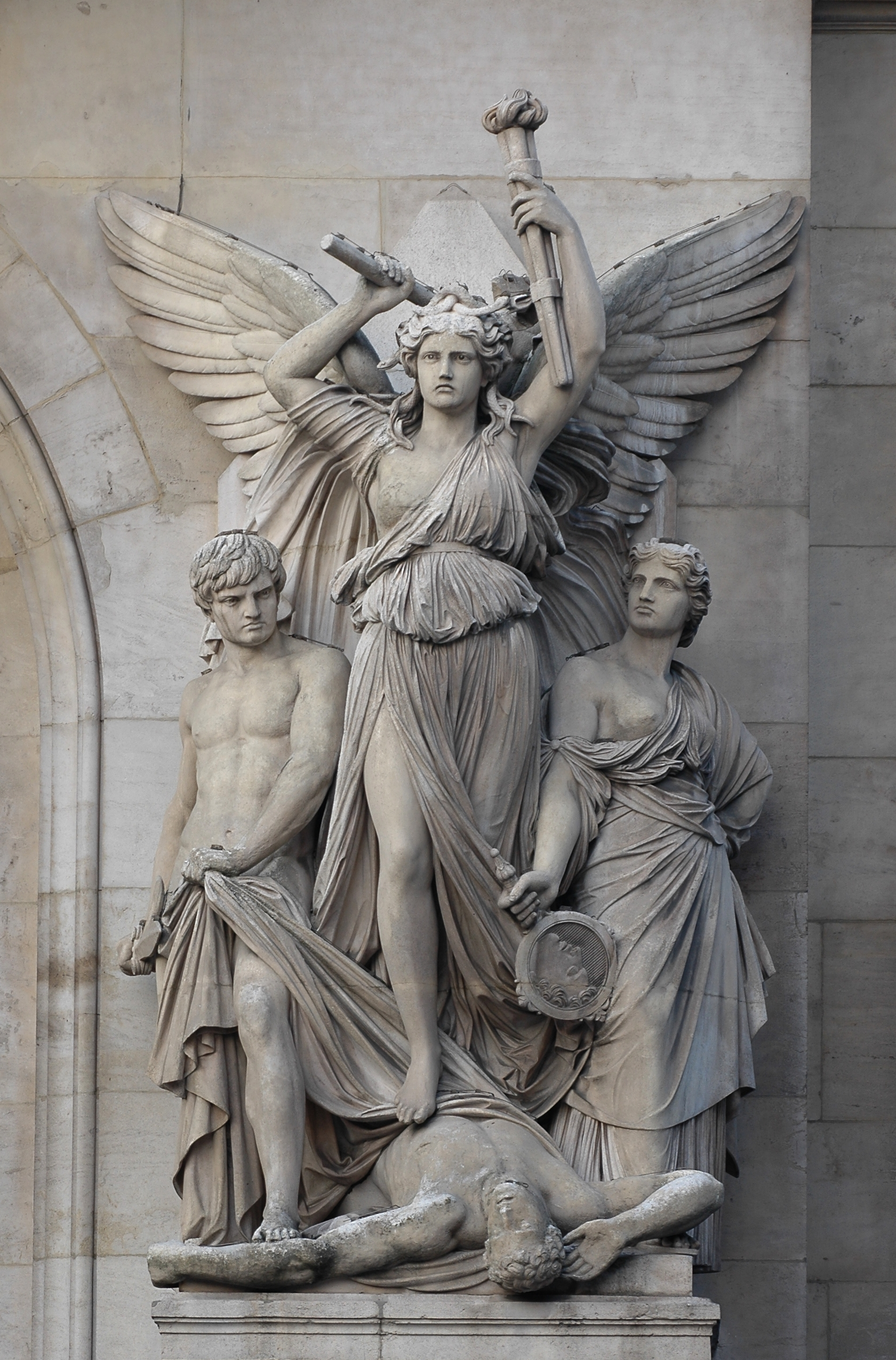
La lírica y el Drama en la fachada de la Ópera Garnier
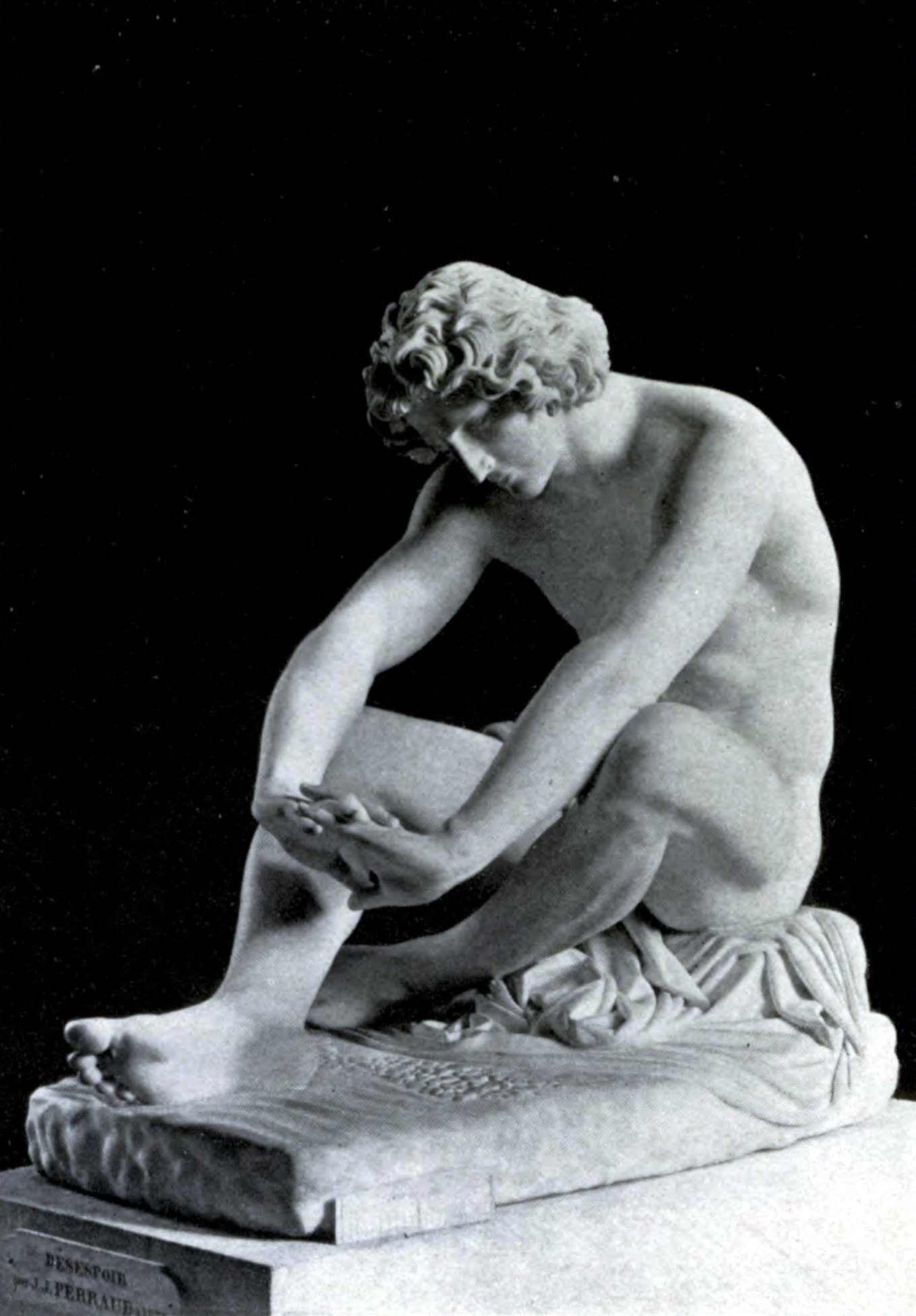
La desesperación
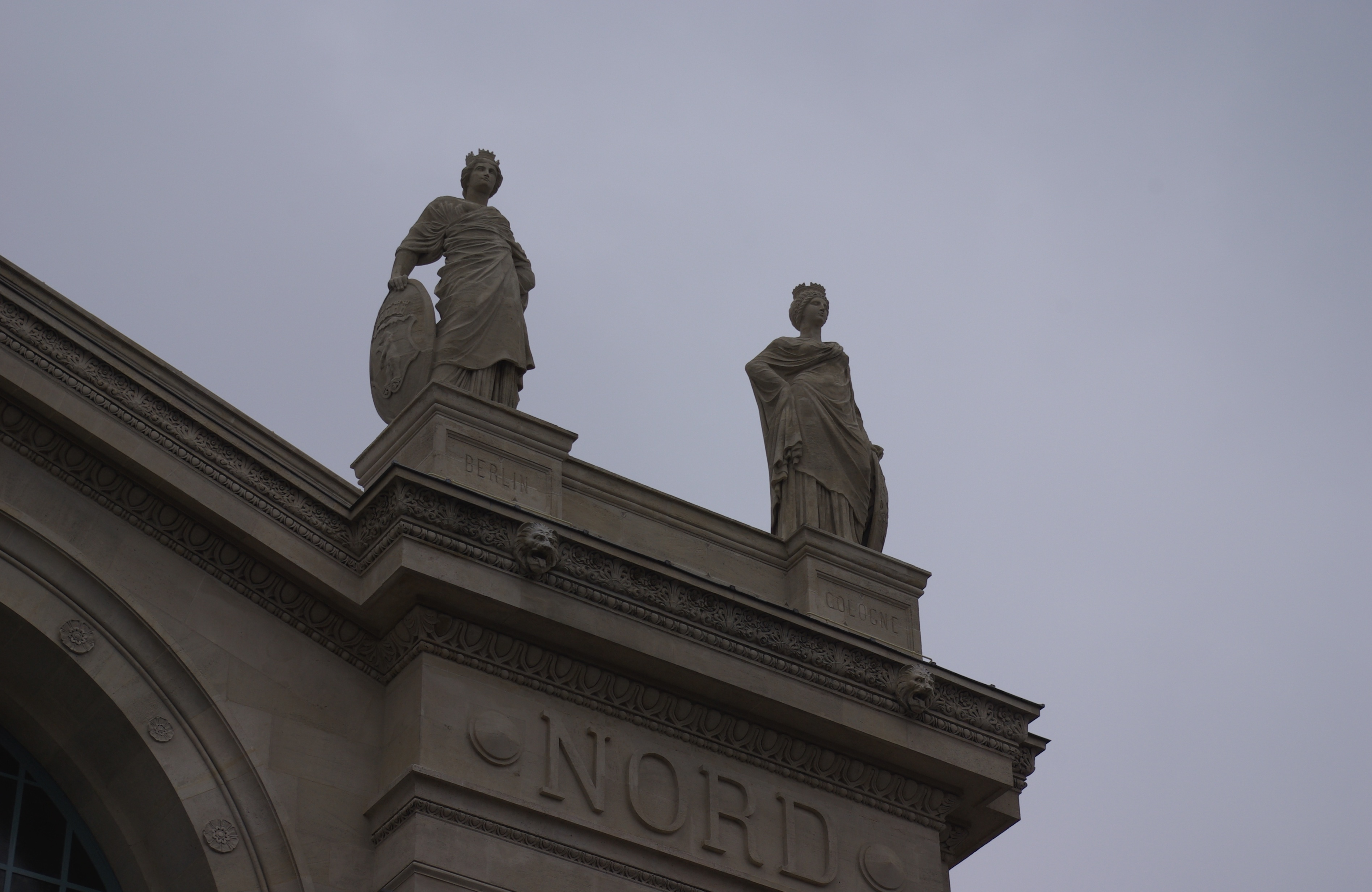
Figura de Berlín en la Estación de París Norte

- Busto de Hector Berlioz , 1867, bronce , en el museo de Grenoble, Grenoble[7]

- Les Adieux, hacia 1850, bajo relieve en mármol. conservado en el Museo del Louvre[8]

- Télémaque apportant à Phalante l'urne renfermant les cendres d'Hippias, en la ENSBA[9]

Además, como era habitual en el siglo XIX, algunas obras del escultor fueron reproducidas a escala en bronce. Este tipo de trabajos se pueden encontrar en el mercado de antigüedades y subastas. Dos ejemplos son las piezas tituladas: Bacchanalian subject, de 1859  y Enfant sculpteur - Niño escultor 